# General Leclerc

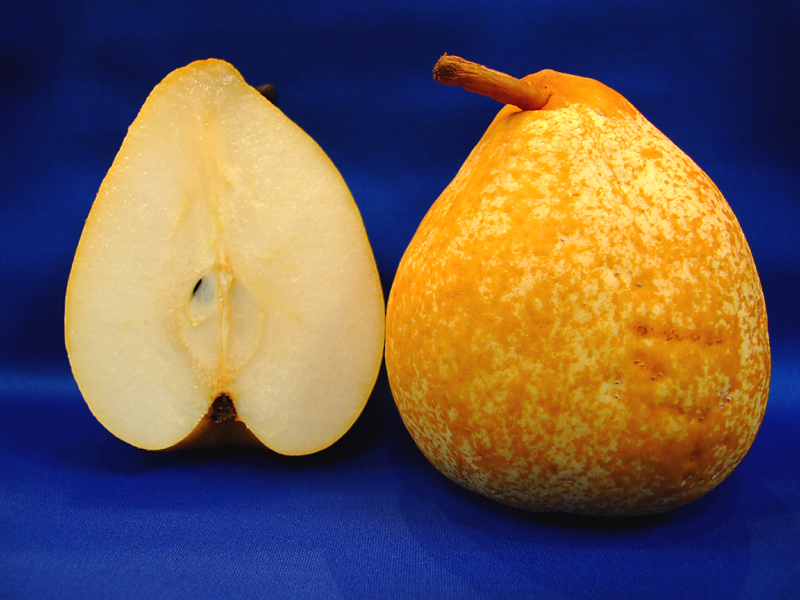
Gruszka General Leclerc

Grusza 'General Leclerc' – odmiana uprawna (kultywar) gruszy należąca do grupy grusz zachodnich. Zimowa odmiana wyselekcjonowana z siewek Komisówki we Francji w 1950, przez A. Nobloza. Do Polski sprowadzona w 1975 roku, do Rejestru Odmian prowadzonego przez Centralny Ośrodek Badania Odmian Roślin Uprawnych wpisana w 1990 roku.

## Morfologia
PokrójDrzewo rośnie bardzo silnie, po wejściu w okres owocowania wzrost słabnie. Korona wyniosła o mocnej konstrukcji, z wzniesionymi, grubymi konarami, ma tendencję do zagęszczania się.
OwoceDuże lub bardzo duże, kształtu zmiennego, szeroko stożkowate, czasem gruszkowate. Skórka żółtozielona, gładka, pokryta jednolitym, brązowomiodowym ordzawieniem. Szypułka krótka, średniej grubości. Miąższ kremowobiały, drobnoziarnistej konsystencji, soczysty, kwaskowato-słodki.

## Zastosowanie
Zimowa odmiana deserowa. Polecana zarówno do uprawy towarowej, jak i amatorskiej. Jej udział w produkcji, od momentu jej sprowadzenia do Polski systematycznie rośnie.

## Uprawa
Bardzo wcześnie wchodzi w okres owocowania (3-4 rok po posadzeniu), owocuje corocznie i obficie. Kwitnie średnio wcześnie i jest dobrym zapylaczem dla wielu odmian. Może wiązać owoce partenokarpiczne.

### Podkładka i stanowisko
Jako podkładki zaleca się zarówno siewki gruszy kaukaskiej, jak i wszystkie typy pigwy, z którą zrasta się bardzo dobrze.

### Zdrowotność
Na mróz średnio odporna, na parcha średnio odporna, wrażliwa na zarazę ogniową.

### Zbiór i przechowywanie
Zbiór owoców najczęściej przypada na przełom września i października. Do spożycia nadają się w miesiąc po zbiorze. W chłodni przechowują się do 5 miesięcy.